# Matthew Buckle
Pour les articles homonymes, voir Buckle.
Matthew Buckle, né en 1716 et mort le 9 juillet 1784, est un officier de la Royal Navy. Il sert durant la guerre de Succession d'Autriche et  la guerre de Sept Ans, atteignant le rang d’admiral of the Blue.

## Biographie

### Guerre de Succession d’Autriche (1740 - 1748)
Mathew Buckle est nommé lieutenant le 14 juin 1739. Il reçoit le commandement du Spence, un sloop portant 8 canons, en février 1744, avec lequel il prend part à la bataille du cap Sicié le 22 février de cette même année. Il demeure à bord du Spence jusqu'en juillet 1744.
Il est nommé commander le 16 juillet 1744, puis captain, le 29 mai 1745. Il est le commandant du Russel (en) en 1748, puis de l'Assistance (en) de 1749 à décembre 1752. De janvier 1753 à février 1756, il est à bord du Unicorn (en), puis, jusqu'en octobre de la même année, sur le Swiftsure.
Il continue sa carrière de commandant sur l'Invincible jusqu'en avril 1757, puis sur le Royal George jusqu'en 1758.

### Guerre de Sept Ans (1756 - 1763)
En 1758, et jusqu'en 1762, il est le commandant du HMS Namur, avec lequel, dans l'escadre de l'amiral Boscawen qui défait La Clue-Sabran, il prend part à la bataille de Lagos le 19 août 1759. Il fait partie de l'escadre blanche — arrière-garde, commandée par Francis Geary — à celle des Cardinaux, le 20 novembre 1759.

### Officier supérieur
La carrière de Matthew Buckle se concentre ensuite dans les cercles de commandement puisqu'après avoir été nommé rear admiral of the White le 18 octobre 1770, puis rear admiral of the Red, le 24 du même mois, il gravit les échelons un à un, jusqu'à devenir admiral of the Blue le 26 septembre 1780,.
Il isse son pavillon sur le HMS Buffalo (en) le 29 avril 1778.

### Famille et descendance
Matthew Buckle est marié à Hannah Hughes et leur fils Matthew Buckle devient à son tour vice amiral dans la Royal Navy. Celui-ci est lui-même le père de Claude Henry Mason Buckle, captain en 1845.